# The Creetins
The Creetins waren eine Punkrock-Band aus Kiel in Norddeutschland.

## Geschichte
Gegründet wurde die Band Ende 1995 von den Brüdern Frederick (Gitarre, Gesang) und Matthias Frank (Schlagzeug). Zuletzt teilte sich das Trio mit Punkrockgrößen wie den New York Dolls, Beatsteaks, Good Charlotte, Pennywise, Lagwagon, Flogging Molly, Mad Caddies, Alkaline Trio, Anti-Flag, Me First and the Gimme Gimmes, No Use for a Name, Donots und den Turbo AC’s die Bühne. Anfang Mai 2008 gab die Band ihre Auflösung bekannt. Im Juni 2017 hat der ehemalige Sänger Frederick Frank unter dem Namen Spider Hotel Club eine Single veröffentlicht.

## Diskografie

### Alben
- 2001: Have You Ever Hit the Ground (Vitaminepillen Records / Nitroala Records)
- 2003: 4 Sec. to Get Over It (Vitaminepillen Records)
- 2006: (The) City Screams My Name (Roadrunner Records)

### EPs
- 2001: It's All Riot! (Vitaminepillen Records)
- 2003: Sweden vs. Germany (Vitaminepillen Records / Diapazam Records)

### Singles
- 2006: The Spirit Is Willing (Roadrunner Records / Cargo Records)